# Lincoln Memorial

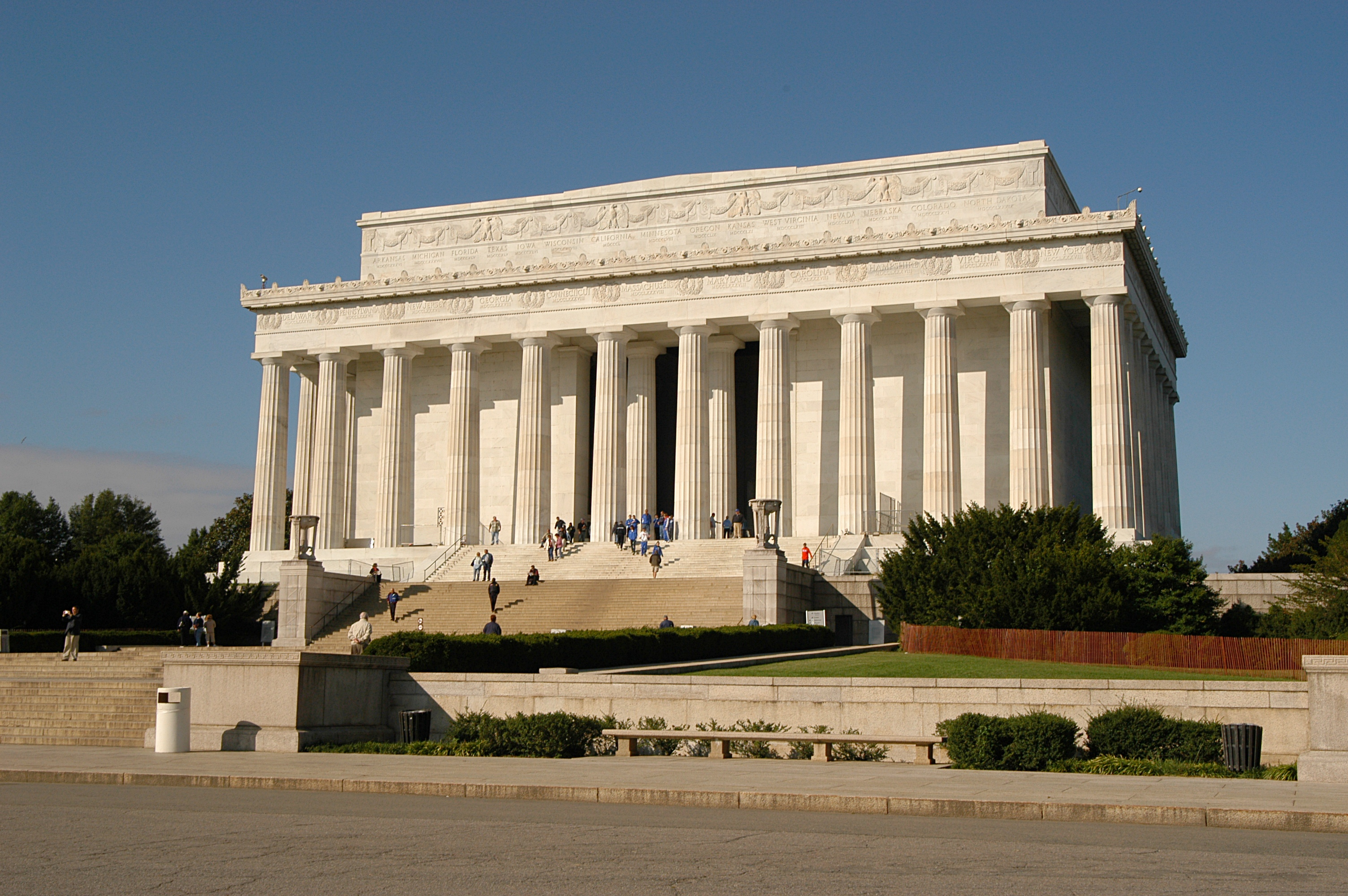
Monument a Lincoln

El Lincoln Memorial és un edifici commemoratiu fet en honor del president dels Estats Units Abraham Lincoln. Està ubicat al National Mall a la ciutat de Washington, capital dels Estats Units, i va ser inaugurat el 30 de maig de 1922. El va dissenyar l'arquitecte Henry Bacon, mentre que l'escultor Daniel Chester French, va ser l'autor, el 1920 de la gran estàtua d'Abraham Lincoln que es troba al mateix recinte. El pintor dels murals fou Jules Guérin. Aquest és un dels diversos memorials al president Abraham Lincoln que hi ha als Estats Units.
L'edifici segueix l'estil d'un temple dòric grec i conté un conjunt d'escultures d'Abraham Lincoln i inscripcions de dos parlaments molt cèlebres d'aquest president. El Lincoln Memorial ha estat l'escenari de famosos discursos incloent el de Martin Luther King "I Have a Dream" (Tinc un somni) fet el 28 d'agost de 1963 durant la marxa de Washington per al treball i la llibertat. El Lincoln Memorial és administrat pel Servei de Parcs Nacional i està en la llista del Registre Nacional de Llocs Històrics. Està obert al públic les 24 hores del dia i cada any és visitat per uns 3,6 milions de persones.

## Disseny i construcció

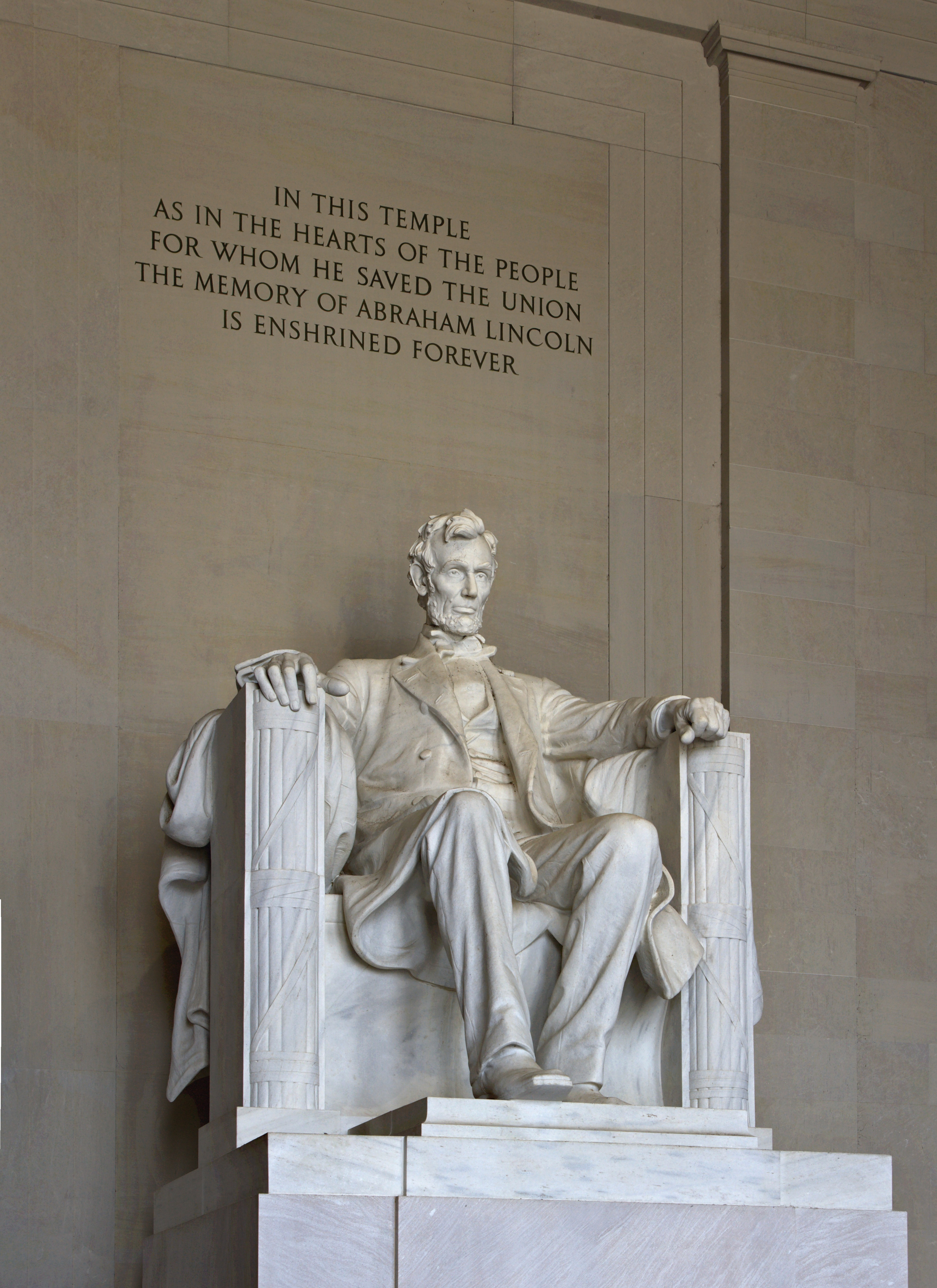
L'escultura de Daniel Chester French dins del Monument a Lincoln

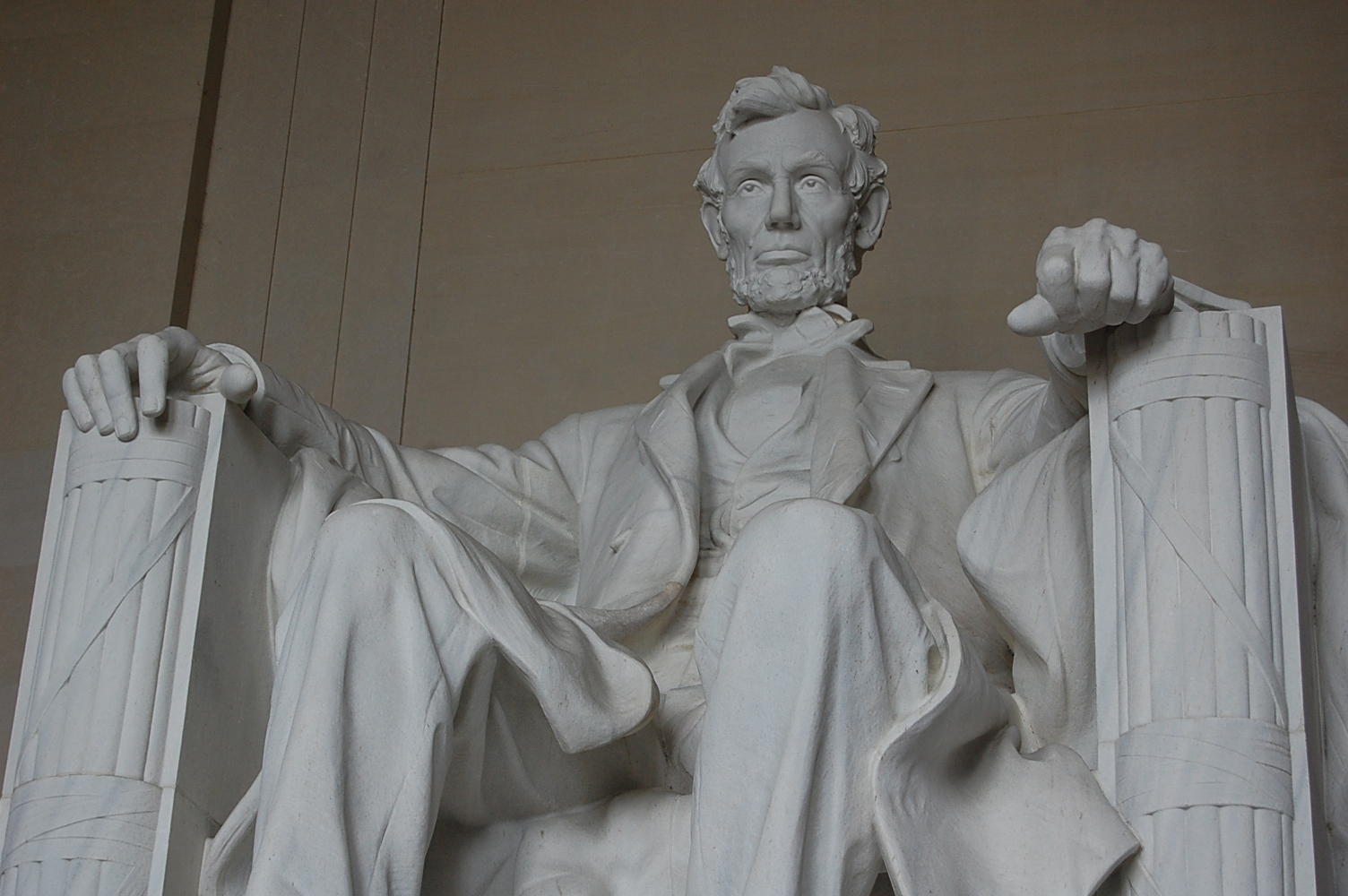
Detall del Monument a Lincoln

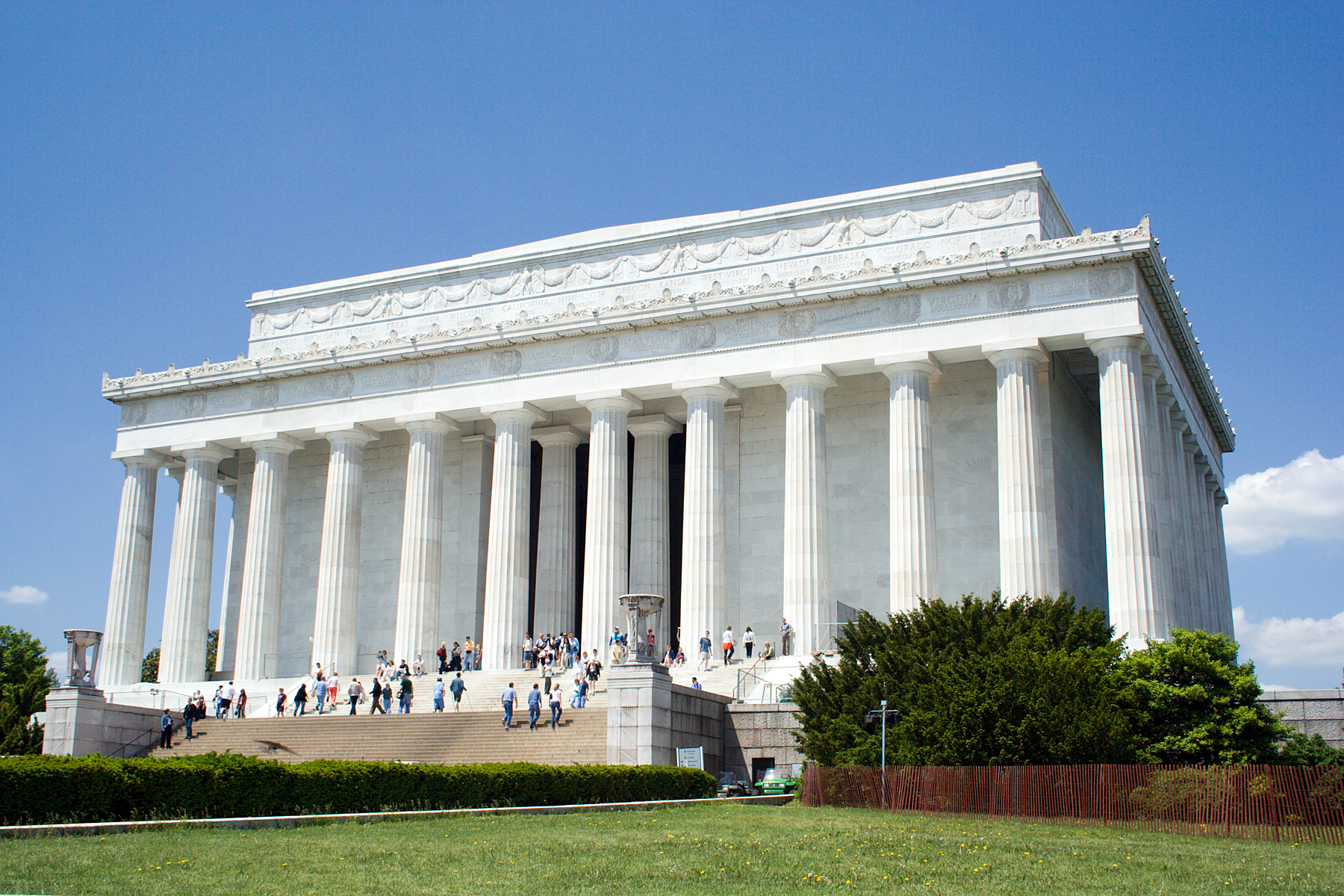
Lincoln Memorial

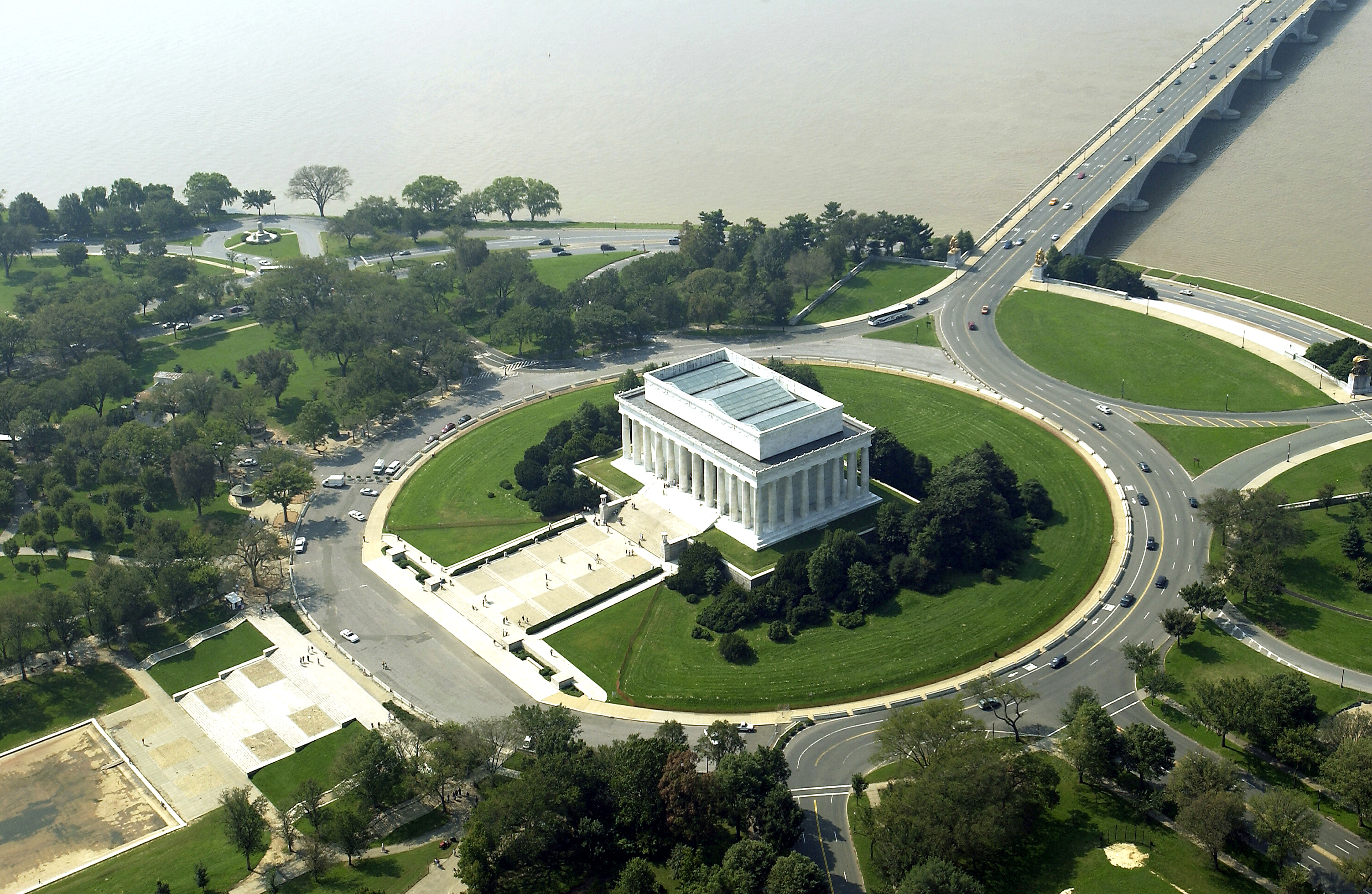
Vista aèria del monument Lincoln Memorial.

El març de 1867 el Congrés dels Estats Units va encarregar a l'associació Lincoln Monument la construcció d'un monument per Lincoln. Es va avançar poc en el projecte fins que es va decidir la ubicació en 1901, en una zona pantanosa. El Congrés va autoritzar formalment la construcció del monument el 9 de febrer de 1911, la primera pedra no es va posar fins al dia de l'aniversari de Lincoln, el 12 de febrer de 1914. El monument va ser inaugurat per Warren G. Harding el 30 de maig de 1922, va comptar amb la presència de l'únic fill viu de l'antic president, Robert Todd Lincoln. L'arquitecte, Henry Bacon, va ser un dissenyador del moviment Beaux-Arts i va guanyar gràcies al monument la medalla d'or de l'Institut Americà d'Arquitectes. Per a l'edifici es va usar pedra calcària d'Indiana i marbre de Colorado, tret de la ciutat de Marble, Colorado. L'escultura està feta de marbre de Geòrgia. Al principi estava sota el control de l'Oficina d'Edificis i parcs públics, encara que es va transferir al Servei Nacional de Parcs el 10 d'agost de 1933.
L'edifici adopta la forma clàssica dels temples dòrics grecs, allunyant-se del típic estil triomfalista romà que predomina a Washington. Té 36 columnes, amb una mida de 10 metres d'altura i envolten completament una cella o naus que s'eleva per sobre del pòrtic. Després de construir-se, es va pensar que potser les 36 columnes podrien representar els 36 estats de l'època de la mort de Lincoln, així que es va gravar els noms en l'entaulament de cada columna. Els noms dels 48 estats quan el monument es va acabar estan gravats a les parets exteriors de l'última planta i unes plaques commemoratives es van afegir amb posterioritat per Alaska i Hawaii.

## Interior
La part principal del monument és l'escultura de Lincoln assegut feta per Daniel Chester French. French va estudiar moltes de les fotos que Mathew Brady va fer a Lincoln, i va mostrar el president de forma pensativa, mirant a l'est cap a la Piscina reflectant i al Monument a Washington. Una de les seves mans està tancada, mentre que l'altra està oberta. A sota d'aquestes, les fasces romans, símbols de l'autoritat de la República, estan esculpides en el relleu del seient. L'estàtua s'aixeca a 6 metres d'altura i té 6 metres d'amplada. Va ser modelada pels germans Piccirilli de Nova York en el seu estudi del Bronx a partir de 28 blocs de marbre. La sala principal està flanquejada per dues sales. En una, el Discurs de Gettysburg està gravat a la paret sud, i en l'altra, el segon discurs inaugural de Lincoln està inscrit a la paret nord. Per sobre d'aquests discursos hi ha una sèrie de murals pintats per Jules Guérin i mostren un àngel, que representa la veritat, alliberant un esclau (a la paret sud, a sobre del Discurs de Gettysburg), i la unitat del Nord i el Sud (sobre del segon discurs inaugural). A la paret darrere de l'estàtua, després el cap, es troba aquesta dedicatòria:
| « | IN THIS TEMPLE AS IN THE HEARTS OF THE PEOPLE FOR WHOM HE SAVED THE UNION THE MEMORY OF ABRAHAM LINCOLN IS ENSHRINED FOREVER | » |

| « | EN AQUEST TEMPLE, COM EN ELS CORS DE LA GENT, PER LA QUAL VA SALVAR LA UNIÓ, ES CONSAGRA PER SEMPRE LA MEMÒRIA D'ABRAHAM LINCOLN | » |

## Imatges del monument

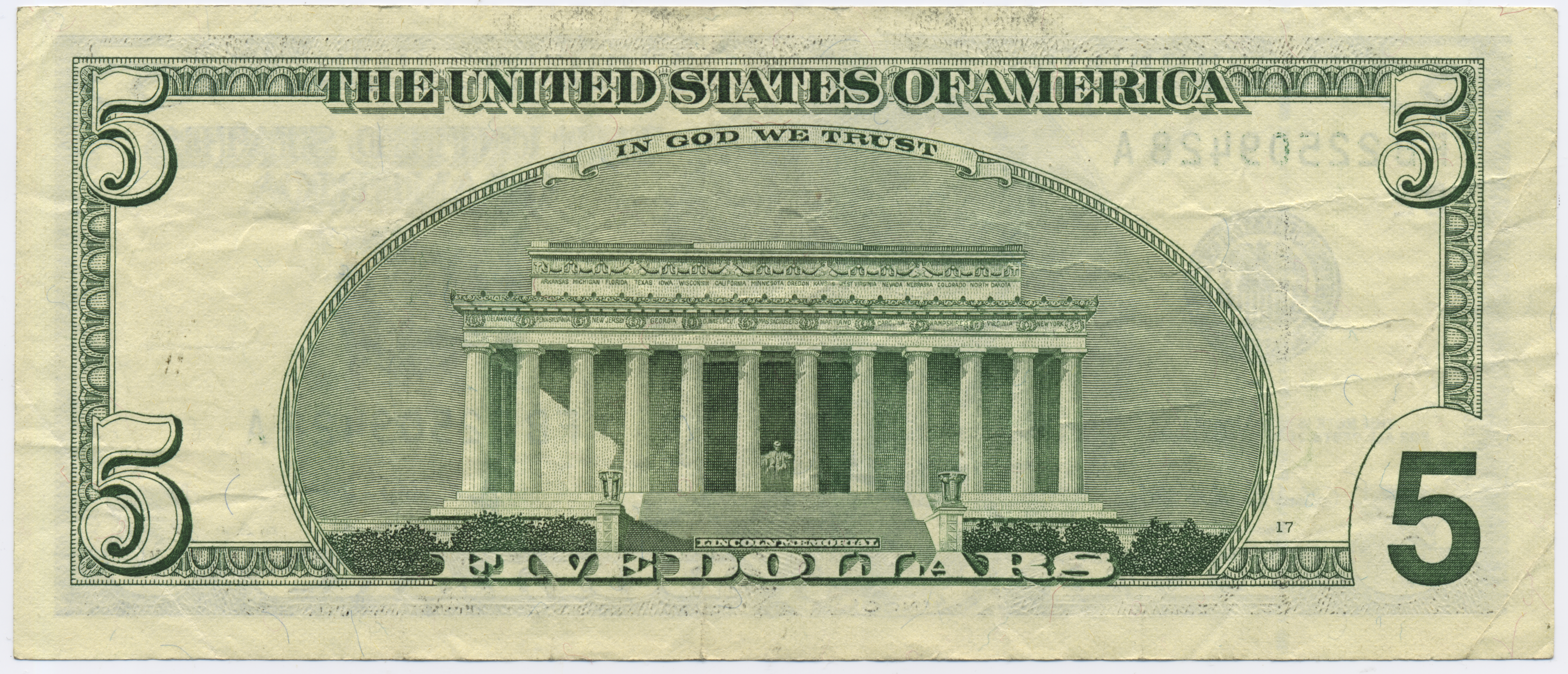
el Lincoln Memorial al revers del bitllet de 5 dòlars.

El Monument a Licoln es podia veure al revers de la moneda d'un cèntim de dòlar, ja que el 2010 el disseny del revers va canviar a un escut. En l'assaig titulat Theory and Practise of Numismatic Design (Teoria i Pràctica del Disseny Numástico), Steve Crooks afirma que a causa del detall en el qual el Monument a Lincoln es mostrava en la moneda era possible veure-li la cara a l'ex-president. Així, Lincoln era l'única persona que es mostrava en l'anvers i el revers d'una mateixa moneda dels Estats Units. Això va ser veritable fins a 1999 quan l'estat de Nova Jersey crear una nova moneda de 25 centaus de dòlar amb George Washington en ambdues cares de la moneda. El Monument a Lincoln es pot veure a la part de darrere del bitllet de cinc dòlars nord-americans, que té un retrat de Lincoln a la part davantera.

## Altres monuments a Lincoln a Washington DC
El monument a Lincoln va tenir 3 predecessors a la capital. La primera estàtua a Abraham Lincoln als Estats Units, davant del que va ser el primer ajuntament que va ser inaugurada el 15 d'abril de 1868 pel seu successor, Andrew Johnson, en el tercer aniversari de la mort de Lincoln. La van pagar els ciutadans de Washington. Lot Flannery, l'escultor irlandès, va assegurar que coneixia Lincoln i que va estar present en el teatre en el qual Lincoln va ser assassinat. El monument no es va construir només per a commemorar la mort de Lincoln, sinó també per fer recordar que Lincoln va pagar 1 milió de dòlars als propietaris d'esclaus a Washington DC per alliberar els seus esclaus. Aquesta iniciativa mostra la necessitat de Lincoln per avançar cap al final de l'esclavitud així com mantenir la lleialtat dels ciutadans de Washington cap a la Unió. L'estàtua es va retirar en 1919, però es va tornar a posar el 1923 després d'una llarga controvèrsia.
Una altra estàtua a Lincoln va ser inaugurada a l'interior de la rotonda del Capitoli dels Estats Units el 25 de gener de 1871, en presència d'Ulysses S. Grant. Tot i ser adolescent, l'escultora Vinnie Ream va començar els esbossos preliminars de Lincoln durant els últims 5 mesos de la seva vida. Així es va convertir en la primera dona a rebre una comissió del Congrés per crear una escultura de l'interior de la rotonda del Capitoli. Per recrear el millor possible, va manllevar la roba que Lincoln portava el dia del seu assassinat.
El Monument de l'Emancipació (també conegut com a "Monument a la Llibertat") (1876) a Lincoln Park mostra un home de genolls que representa l'últim home detingut sota la llei d'esclaus fugitius, que trenqui les cadenes de l'esclavitud a la vegada que Lincoln recita la Proclamació d'Emancipació. Esclaus negres alliberats van reunir els diners per construir-lo. La iniciativa va ser de Charlotte Scott, de Virgínia, que va donar els primers 5 dòlars que va guanyar com a ciutadana lliure. Archer Alexander, un esclau alliberat, va posar com esclau per l'estàtua.